# Аскоченский, Виктор Ипатьевич
Виктор Ипатьевич Аскоченский (фамилия при рождении — Оскошный, после прохождения семинарии — Отскоченский, Аскоченский; 1 [13] октября 1813, Воронеж, Российская империя — 18 [30] мая 1879, Санкт-Петербург, Российская империя) — русский писатель, журналист и историк.

## Биография
Родился в Воронеже в семье священника. Окончил Воронежскую духовную семинарию, затем — Киевскую духовную академию (1839), получив учёную степень магистра богословия и словесных наук. В качестве бакалавра (адъюнкт-профессора) стал преподавать польский и немецкий языки; с 1841 года — патрологию.
Его первые публикации вышли в журнале «Воскресное чтение» в 1839 году, затем — в изданиях «Маяк» и «Москвитянин».
В 1844 году ушёл из академии и живя в доме генерал-губернатора Юго-Западного края Д. Г. Бибикова, был воспитателем его родственника.
В 1846 году издал в Киеве свою первую книгу «Краткое начертание истории русской литературы», которая была составлена из биографий светских и религиозных писателей, а также рецензий Аскоченского на их сочинения.
В 1846—1849 годах служил в Житомире советником Волынского губернского правления, затем занимал должность совестного судьи и председателя гражданской палаты в Каменец-Подольске (1849—1851). В 1851 году вышел в отставку и поселился в Киеве. Перед этим пережил внутренний кризис: юношеский скептицизм и критическое отношение к отдельным сторонам общественной и церковной жизни (духовному образованию, монашеству, постам и др.) уступили место консервативно-охранительному мировоззрению.
С 1857 года вплоть до смерти проживал в Санкт-Петербурге.
Определённую литературную известность Аскоченскому принёс роман «Асмодей нашего времени», в котором гипертрофированное изображение порока должно было, по замыслу автора, убедить читателя в тлетворном, антихристианском влиянии скептицизма и нигилизма. Как историк Аскоченский проявил себя в исследованиях по истории православия на Украине: «В. Г. Григорович-Барский, знаменитый путешественник XVIII в.», «Киев с древнейшим его училищем Академиею» и «История Киевской Духовной Академии по её преобразовании в 1819 г.».
В 1858 году он основал журнал «Домашняя беседа», в котором с патриотических позиций говорилось о духовных ценностях русской православной цивилизации; журнал выходил на протяжении двадцати двух лет, по 1877 год включительно, когда Аскоченский был госпитализирован в отделение для душевнобольных Петропавловской больницы, в котором находился до конца жизни.
Скончался 18 (30) мая 1879 года и был похоронен в Приморской Троице-Сергиевой пустыни.

## Избранная библиография
- «Краткое начертание истории русской литературы» (Киев, 1846);
- «Пансионерка» (Киев, 1848);
- «В. Г. Григорович-Барский, знаменитый путешественник XVIII века» (Киев, 1854)
- «Заморским витиям», 1854;
- Аскоченский В. И. Киев с древнейшим его училищем Академиею. 2 ч.. — Киев: Университетская тип., 1856.;
- «Я. К. Амфитеатров» (Киев, 1857);
- «Асмодей нашего времени» (роман, 1858, СПб);
- «Записки звонаря» (СПб., 1862);
- «Басни» (СПб., 1863);
- «Нигилисту», 1863;
- «История Киевской духовной академии по преобразовании её в 1819 году» (Санкт-Петербург, 1863);
- «По прочтении высочайшего рескрипта гр. М. Н. Муравьеву», 1865;
- «Ужасное открытие», 1866;
- «Марфа Посадница, или Падение Новгорода» (стихотворная драма (СПб., 1870);
- «Письма с того света пятилетнего брата к своей сестре» (СПб., 1871; изд. 3-е, 1876);
- «Дневник» — личный дневник Аскоченского.
- Аскоченский В. И. За Русь Святую! / Сост., предисл., прим. А. Д. Каплина / Отв. ред. О. А. Платонов. — М.: Институт русской цивилизации, 2014. — 784 с. ISBN 978-5-4261-0061-9